# Desinvesteren
Desinvesteren of divesteren is het je onteigenen van obligaties, aandelen of andere activa vanwege een financieel, ethisch of politiek belang. Soms wordt onderscheid gemaakt tussen de twee termen. Desinvesteren wordt dan gebruikt in het geval van een economisch belang achter het weghalen van financiën, terwijl divesteren gebruikt wordt wanneer de reden ethisch of politiek is.
Een aantal financiële redenen om te desinvesteren is het focussen op je kernoperaties, door bedrijven of divisies af te stoten die daar niet bij passen, om snel geld te verdienen, om de stabiliteit van je bedrijf te verhogen door bedrijfsonderdelen af te stoten die te maken hebben met een volatiele markt of omdat marktregulatie je daardoor dwingt om de concurrentie te vergroten.
In het verleden zijn er een aantal grote desinvesteringscampagnes geweest met een politiek of ethisch doeleinde. Ten tijde van de apartheid in Zuid-Afrika werd er op grote schaal gedesinvesteerd in bedrijven actief in dit land. Meer recentelijk hebben veel universiteiten en pensioenfondsen gedesinvesteerd in fossiele brandstoffen, de opwarming van de aarde in ogenschouw nemende. In dit geval speelt vaak ook een financieel belang mee, namelijk de mogelijke koolstofzeepbel.